# Bersant Celina
Bersant Edvar Celina (Prizren, Kosovo, 9 de septiembre de 1996) es un futbolista kosovar. Juega como centrocampista y su equipo es el AIK Estocolmo de la Allsvenskan.

## Trayectoria

### Manchester City
Celina llegó a la cantera del  Manchester City en 2012 con dieciséis años de edad y en 2014 firmó su primer contrato profesional con el club por tres años, pero lastimosamente se lesionó al poco tiempo e hizo su recuperación con el equipo filial.
En diciembre de 2014, el entrenador del primer equipo Manuel Pellegrini le llamó para afrontar una semana en la que tenían cuatro partidos. Celina fue convocado para el partido de FA Cup contra el Sheffield Wednesday pero estuvo todo el partido en el banquillo.
En enero de 2015 fue llamado junto a otros canteranos para viajar a Abu Dhabi donde debutó en un amistoso contra el Hamburgo SV tras sustituir a Edin Džeko.
Finalmente debutó profesionalmente contra el Norwich City el 9 de enero de 2016, en la tercera ronda de FA Cup, donde sustituyó a Kelechi Iheanacho en el minuto 85. En Premier League debutó el 8 de febrero del mismo año, en la derrota 1-3 contra el Leicester City. En ese encuentro dio una asistencia para el gol de Sergio Agüero, quien marcó el único tanto del conjunto citizen.
En la misma temporada jugó su primer partido de titular con el primer equipo contra el Chelsea en la quinta ronda de la FA Cup.

### FC Twente
El 25 de agosto de 2016, el Manchester City decidió ceder a Celina al FC Twente durante un año.

## Clubes
| Club                        | País         | Año       |
| --------------------------- | ------------ | --------- |
| Manchester City F. C.       | Inglaterra   | 2016-2018 |
| F.C. Twente (cedido)        | Países Bajos | 2016-2017 |
| Ipswich Town F. C. (cedido) | Inglaterra   | 2017-2018 |
| Swansea City A. F. C.       | Gales        | 2018-2020 |
| Dijon F. C. O.              | Francia      | 2020-2024 |
| Ipswich Town F. C. (cedido) | Inglaterra   | 2021-2022 |
| Kasımpaşa S. K. (cedido)    | Turquía      | 2022-2023 |
| Stoke City F. C. (cedido)   | Inglaterra   | 2023      |
| AIK Estocolmo (cedido)      | Suecia       | 2023      |
| AIK Estocolmo               | Suecia       | 2024-     |